# مليته (مالطا)
مليته (باليونانية: Μελίτη، تترجم. مليتي) أو مليتا كانت مدينة قديمة تقع في موقع مدينا والربط الحالية في مالطا. بدأت مستوطنة من العصر البرونزي، والتي تطورت إلى مدينة تسمى ماليث (𐤌𐤋𐤈، MLṬ) في عهد الفينيقيين، وأصبحت المركز الإداري للجزيرة. سقطت المدينة في يد الجمهورية الرومانية عام 218 قبل الميلاد، وظلت جزءًا من الإمبراطورية الرومانية ولاحقًا الإمبراطورية البيزنطية حتى عام 870 م، عندما استولى عليها الأغالبة. ثم أعاد الأغالبة بناء المدينة وأطلقوا عليها اسم المدينة، مما أدى إلى ظهور الاسم الحالي مدينا. ظلت عاصمة مالطا حتى عام 1530.